# Aparigraha
Aparigraham, 'afwezigheid van bezitsdrang (hebzucht)', is een religieus of spiritueel filosofisch concept van het tenietdoen van begeerte naar goederen en vrijheid van 'vergaardrift'. In dit principe gaat het om een groter gevoel van heelheid, omdat dat een geringere begeerte of behoefte met zich meebrengt om te bezitten.
Een yogi beperkt zijn bezit en behoeften tot een minimum en verspilt zijn energie niet aan 'overbodige bezitstoename en activiteiten in zijn leven', die de oorzaak zijn van 'voortdurende verwarring van zijn denkvermogen'. De yogi streeft naar een gemoedstoestand, die vrij is van gehechtheid.
Aparigraham is door Patanjali beschreven in de Yogasoetra's (II, 30), als een van de vijf delen van Yama:

39. (e) Aparigraha schenkt kennis van vorige en toekomstige levens.